# Roșeni
Roșeni – wieś w Rumunii, w okręgu Neamț, w gminie Poiana Teiului. W 2011 roku liczyła 54 mieszkańców.